# DaDa
DaDa je konceptuální album amerického hard rockového zpěváka Alice Coopera, vydané v roce 1983 u Warner Bros. Records. Album produkoval Bob Ezrin.

## Seznam skladeb
| Pořadí | Název               | Autor                                         | Délka |
| ------ | ------------------- | --------------------------------------------- | ----- |
| 1.     | DaDa                | Bob Ezrin                                     | 4:45  |
| 2.     | Enough's Enough     | Alice Cooper, Dick Wagner, Graham Shaw, Ezrin | 4:19  |
| 3.     | Former Lee Warmer   | Cooper, Wagner, Ezrin                         | 4:07  |
| 4.     | No Man's Land       | Cooper, Wagner, Ezrin                         | 3:51  |
| 5.     | Dyslexia            | Cooper, Wagner, Shaw, Ezrin                   | 4:25  |
| 6.     | Scarlet and Sheba   | Cooper, Wagner, Ezrin                         | 5:18  |
| 7.     | I Love America      | Cooper, Shaw                                  | 3:50  |
| 8.     | Fresh Blood         | Cooper, Wagner, Ezrin                         | 5:54  |
| 9.     | Pass the Gun Around | Cooper, Wagner                                | 5:46  |

## Sestava
- Alice Cooper – zpěv
- Dick Wagner – kytara, baskytara, zpěv
- Bob Ezrin – bicí, perkuse, klávesy, zpěv
- Sarah Ezrin – DaDa
- Prakash John (jako „John Prakash“) – baskytara
- Richard Kolinka – bicí
- John Anderson – bicí
- Lisa DalBello – doprovodný zpěv
- Karen Hendricks – doprovodný zpěv